# Kirikaeshi
Kirikaeshi (jap. 切り返し, wörtlich "Den Schnitt erwidern", auch Uchikaeshi) ist eine wesentliche Grundübung des Kendō, welche mit Partner ausgeführt wird. Ebenso wie die Suburi-Übungen begleitet sie den Kendō-Ausübenden von der ersten Stunde bis ins hohe Alter.

## Sinn der Übung
Mit dem Kirikaeshi soll Technik und Ausdauer verbessert werden. Für den Anfänger ist die Geschwindigkeit nicht wichtig, sondern die korrekte große Ausholbewegung, das zielgenaue Stoppen des Schlages (Tenuchi) und die korrekte Fußarbeit (Ashisabaki).
Wenn der Kendōka in seinem Training fortschreitet, wird er die Übung schneller ausführen, um verstärkt die Kondition zu verbessern. Dies darf aber nicht auf Kosten der Technik geschehen.

## Basisausführung

Die Kendō Trefferzonen: 1.Men, 2.Hidari, 3.Tsuki, 4.Hidari-Kote, 5.Hidari-Do, 6.Migi-Men, 7.Kote, 8.Migi

Nach dem Angrüßen macht der Kendōka aus dem korrekten Schwertabstand (Maai) einen graden Schlag auf das Men des Partners mit einem Stampfschritt (Fumikomiashi). Es erfolgt ein Körperzusammenstoß (Taiatari), wobei der Partner nach hinten gedrückt wird. Der Kendōka vollführt nun eine Reihe von schrägen Schlägen (Sayumen) zum Men des Partners beginnend mit der rechten Seite (Hidari-Men), wobei er jeweils Tsugiashi (Gleitschritte) macht. Diese Schläge werden zumeist mit dem Shinai des Partners abgewehrt. Nach gewöhnlich 4 oder 5 Schlägen in der Vorwärtsbewegung, folgen 5 oder 6 Schläge in der Rückwärtsbewegung.
Der Kendōka geht wieder in Maai und kann die Übung wiederholen.

## Varianten
Es gibt verschiedene Varianten. Diese sind zum Teil vom jeweiligen Dōjō und Übungsleiter abhängig. Teilweise werden in einem Dōjō auch mehrere Varianten geübt. Hier sind nur einige aufgeführt.
- Dō-Kirikaeshi

Anstelle der schrägen Schläge zum Men werden Schläge auf die linke und rechte seite des Dō (Bauchpanzer) ausgeführt.
- Ohne Abwehr

Um die Zielgenauigkeit zu erhöhen, erfolgen die schrägen Schläge zum Men ohne Abwehr.
- Ohne Taiatari

Vor allem für Kendōka die keine Rüstung tragen ist es sinnvoll, den Zusammenstoß wegzulassen.
- Auf einen Atemzug

Bei dieser Variante wird nicht pro Schlag ein, sondern ein durchgehender Kiai gemacht.